# Trochiscus
Trochiscus é um género botânico pertencente à família Brassicaceae.